# Eutanyacra melanotarsis
Eutanyacra melanotarsis là một loài tò vò trong họ Ichneumonidae.